# آلوی داویدسون
آلوی داویدسون یا اورای (نام علمی: Davidsonia pruriens) نام یک گونه از تیره چمچمه‌ایان است.

## نگارخانه

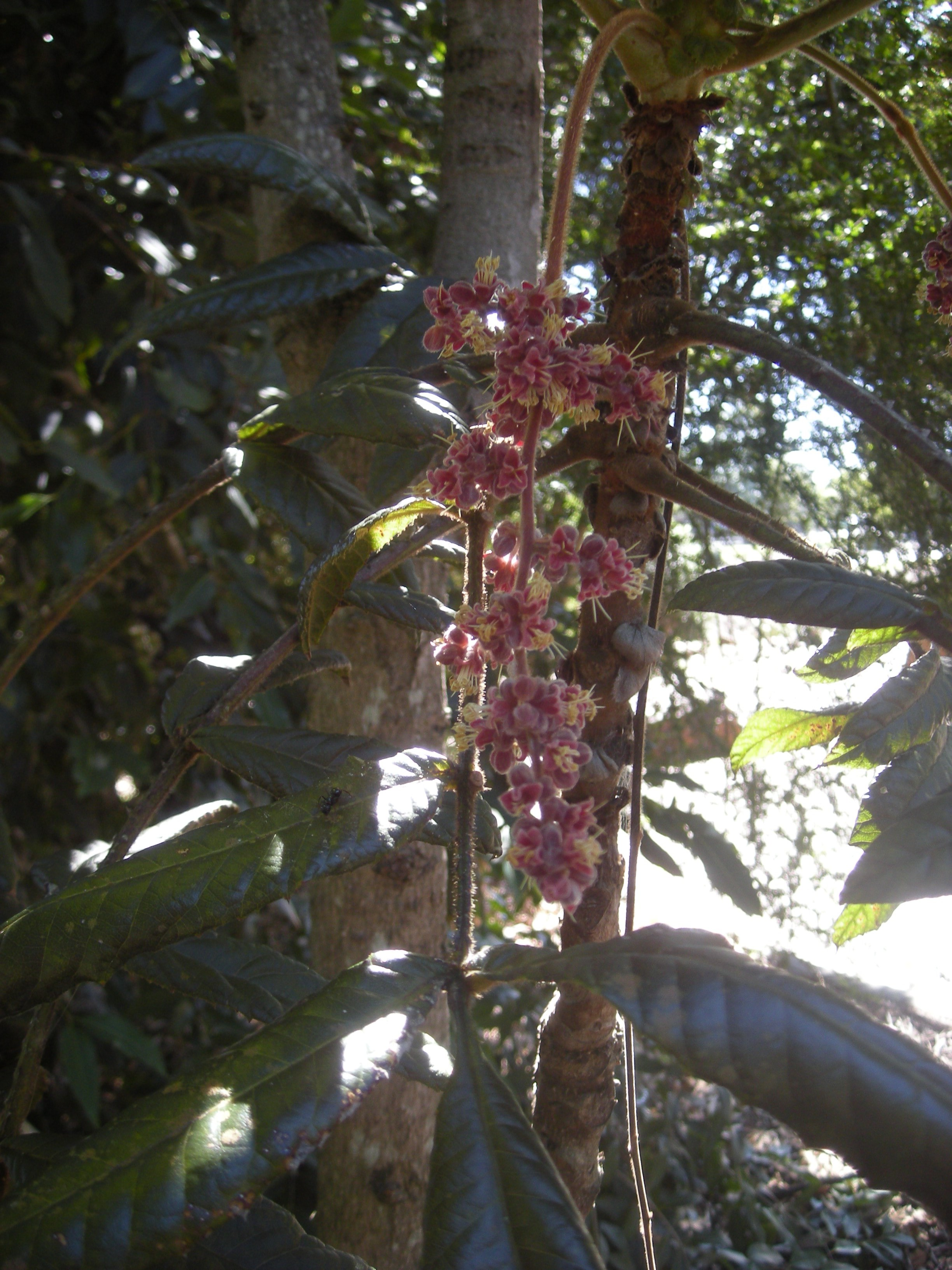
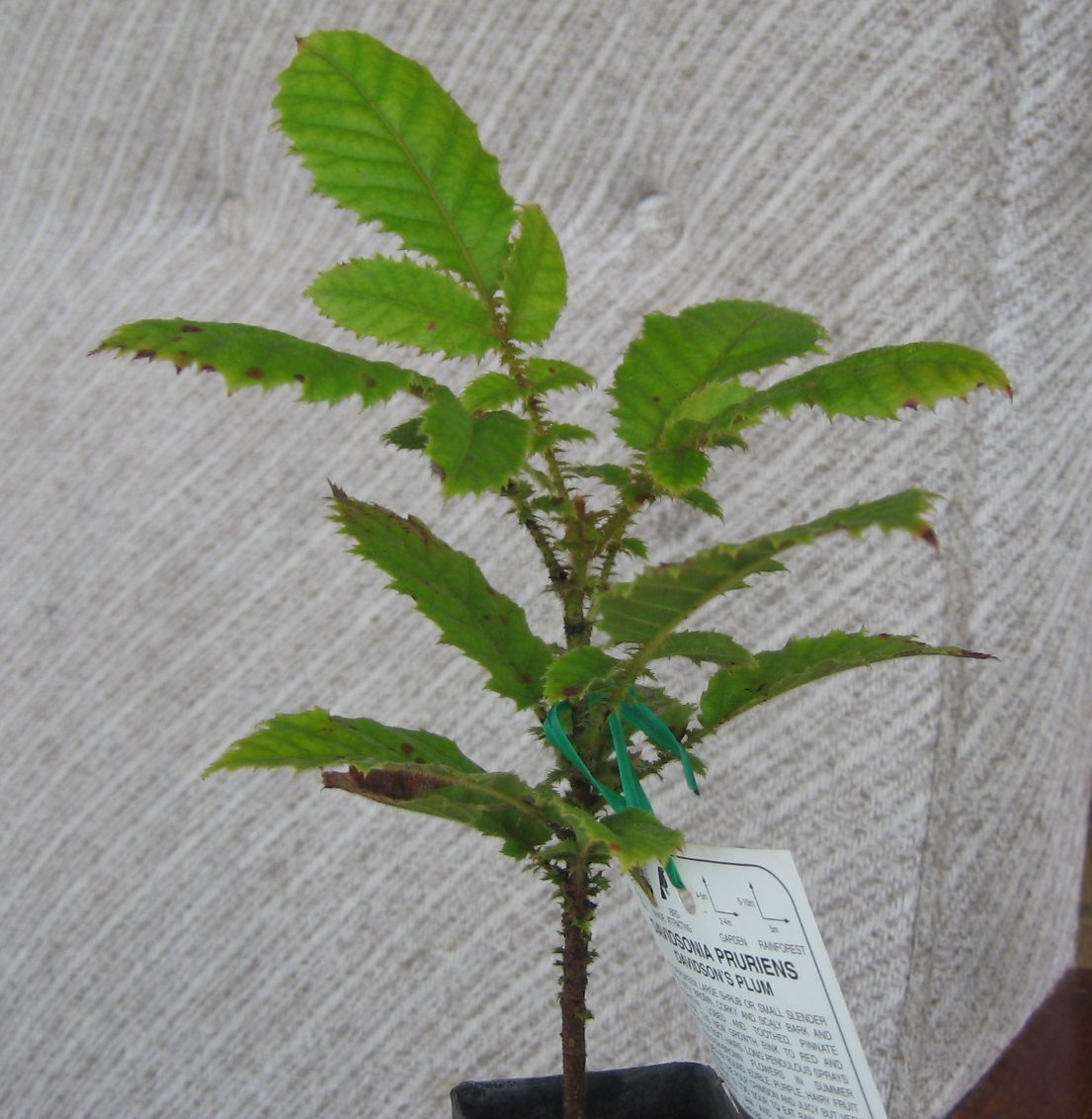